# Manifestations de 2022 en Mongolie
Les manifestations de 2022 en Mongolie sont des manifestations de masse et des émeutes qui commencent dans la capitale mongole, Oulan-Bator, le 4 décembre 2022, à la suite de la révélation d'un scandale de corruption portant sur le détournement du revenu de 12,9 milliards de dollars de charbon.

## Contexte
Les manifestations éclatent en raison d'un scandale de corruption impliquant plusieurs politiciens, accusés d'avoir vendu à l'étranger 6,5 millions de tonnes de charbon au détriment de la société minière d’État, pour un préjudice de près de 13 milliards de dollars,. Le scandale provoque des émeutes et des manifestations de grande ampleur,.
Le scandale est parti de Chine où des corrompus locaux ont été exécutés. Khishgeegiin Nyambaatar, ministre de la Justice et des Affaires intérieures de Mongolie (en), a déclaré que le gouvernement avait demandé officiellement aux autorités de Pékin de pouvoir coopérer avec le bureau du procureur chinois enquêtant sur l'affaire. La Chine a envoyé une liste de responsables mongols impliqués et les manifestants ont exigé que leurs noms soient dévoilés. 
La Mongolie exporte jusqu'à 86 % de sa production vers la Chine et plus de la moitié de ce volume est du charbon. La valeur des exportations de charbon de la Mongolie a bondi à 4,5 milliards de dollars lors des 9 premiers mois de 2022.

## Manifestations

### 4 décembre
Le 4 décembre, des manifestants se sont rassemblés devant le palais du gouvernement d'Oulan-Bator pour exiger que soit rendu public le nom des responsables qui auraient détourné 44 000 milliards de tögrög (12,9 milliards de dollars) des revenus d'exportation du charbon de l'État mongol durant les deux dernières années. Plusieurs manifestants brandissaient des drapeaux nationaux et des pancartes clamant « Arrêtez de voler le peuple » ou « Arrêtez de manger en pensant à mon avenir ». Plusieurs centaines de manifestants ont décidé de poursuivre la manifestation le 5 décembre, affirmant qu'ils « iraient jusqu'au bout ».
Dans la troisième plus grande ville mongole, Darkhan, les manifestants ont les mêmes revendications et demandent aussi que les biens des corrompus soient confisqués. Dimanche, des manifestants ont défilé dans la ville en scandant des slogans tels que « Unis contre les voleurs ». Les manifestants estiment que les droits et libertés des citoyens, inscrits dans la Constitution, sont de plus en plus limités, et que leur vie se détériore chaque jour.

### 5 décembre
Le 5 décembre, des manifestants ont tenté de pénétrer dans le palais du gouvernement à Oulan-Bator. Des arbres de Noël ont été brûlés sur la place Sükhbaatar et des manifestants ont brièvement bloqué le boulevard principal de la capitale, l’avenue de la Paix. Les manifestants se sont également dirigés vers la résidence du Premier ministre, mais la police a bloqué la route qui y mène.
Les autorités mongoles ont déclaré avoir créé un groupe de travail pour dialoguer avec les manifestants.
Il a été rapporté que le gouvernement mongol a discuté de la situation à trois reprises et a introduit un « régime spécial » concernant la compagnie charbonnière publique Erdenes Tavantolgoy (mn). Sous la pression, le ministre du développement économique a cité cinq anciens administrateurs de l'entreprise comme étant suspects.
L'ambassade des États-Unis en Mongolie a demandé à ses concitoyens d'éviter les manifestations et les lieux bondés.

## Victimes
Les médias locaux écrivent que quatre agents de sécurité du palais du gouvernement et deux civils ont été blessés pendant les manifestations.